# Maspie-Lalonquère
Pour les articles homonymes, voir Lalonquère et Maspie.
Ancienne commune des Pyrénées-Atlantiques, la commune de Maspie-Lalonquère a existé de 1833 à 1842. Elle a été créée en 1833 par la fusion des communes de Lalonquère et de Maspie. En 1842 elle a fusionné avec la commune de Juillacq pour former la nouvelle commune de Maspie-Lalonquère-Juillacq.

## Géographie
Maspie-Lalonquère fait partie du Vic-Bilh, et est situé au nord-est du département et de Pau.

## Démographie
| 1793 | 1800 | 1806 | 1821 | 1831 | 1836 |
| ---- | ---- | ---- | ---- | ---- | ---- |
| -    | -    | -    | -    | 374  | 364  |

## Pour approfondir